# Hartkaiserbahn
Hartkaiserbahn er en kabelbane i Tyrol i Østrig. Kabelbanen forbinder byen Ellmau (822 m.o.h.) med det store restaurant- og fritidsområde Hartkaiser. Hartkaiserplateauet ligger i en højde af 1.528 m.o.h. og er et yndet turistmål både sommer og vinter.
Hartkaiserbahn er bygget efter vægtstangsprincippet med to indbyrdes forbundne vogntog, således at vægten af det øverste togsæt er med til at trække det nederste op, selvfølgelig godt hjulpet af en kraftig el-motor.
Banen blev anlagt i 1972 af firmaet Voest Alpine, og vognene leveret af selskabet Swoboda. Anlægsudgifterne beløb sig til 80 millioner østrigske schilling, hvoraf de 36 millioner var til selve banen, mens de resterende 44 millioner var til bygning af stationerne og den store restaurant på toppen samt den svævebane, som fører fra Hartkaiser og længere op ad bjerget.
Den første tur med banen fandt sted den 30. november 1972. I 1984 blev der indsat nye og hurtigere togsæt, leveret af firmaet Gangloff. Disse togsæt havde en maksimal hastighed på 12 m/sek.

## Topstationen
Topstationen er udgangspunktet for mange vandrestier. Endvidere er der et stort legeområde så bjerget om sommeren er en god destination, ikke mindst for familier med børn.
En panorama-sti forbinder Hartkaiserplateauet med den nærliggende top Brandstadl (1.650 m.o.h.). Er man mindre godt gående kan svævebanen Brandstadlbahn benyttes i stedet.
Der er fra Hartkaiser en storslået udsigt tværs over dalen til den spektakulære bjergkæde Wilder Kaiser og i klart vejr ses toppen af Grossglockner og andre bjergtoppe i Alperne.
Den store restaurant, Panoramarestaurant Bergkaiser, har servering både inde og ude.

## Billedgalleri
- Dalstationen i udkanten af Ellmau
- Togsæt nr. 1 i dalstationen
- De to tog mødes på vigesporet undervejs
- Tog umiddelbart før topstationen
- Topstationen set nedefra
- Dalstationen set fra toget

## Specifikationer
- Dalstationen: Ved Ellmau, 822 m.o.h.
- Topstationen: Ved Hartkaiser, 1.528 m.o.h.
- Strækningens længde: 2.317 meter
- Maximale stigning: 46%
- Gennemsnitlig stigning: 32%
- Antal togsæt: 2
- Passagerer pr. togsæt: 161 personer
- Turens varighed: 4,3 minutter

## Links og henvisninger
- Banens hjemmeside
- Hartkaiser-plateauets hjemmeside
- Hartkaiserbahn på 'Lift-World'

- Wikimedia Commons har flere filer relateret til Hartkaiserbahn

47°30′03″N 12°17′00″Ø / 47.5007°N 12.2833°Ø